# Stomathérapie
La stomathérapie ou entérostomathérapie peut se définir comme étant la maîtrise des connaissances techniques et des principes de la relation d’aide, qui doivent permettre au stomisé de retrouver son autonomie le plus rapidement possible après l’intervention, de façon à reprendre une vie familiale, personnelle, professionnelle et sociale normale.
C’est la recherche du confort et de l’autonomie (garants d’une meilleure qualité de la vie), qui sont les deux fils conducteurs des soins du stomathérapeute et des équipes de soins ayant à prendre en charge un patient stomisé.
Le stomathérapeute est ainsi appelé à intervenir dans le choix de l’appareillage et dans l’éducation des patients.
- Ceci impose une parfaite connaissance des différents modèles d’appareillage mis sur le marché par les laboratoires et qui permet de trouver une réponse « technique » aux problèmes d’appareillage (les plus fréquents étant les « fuites ») et les problèmes d’irritation cutanée.

- Une prise en charge sur le plan psychologique est nécessaire pour aider le patient à s’accepter avec ce nouveau « handicap », et donc faciliter l’apprentissage des soins visant à l’autonomie et ainsi permettre au stomisé sa réhabilitation.

Pour tout cela, le stomisé bénéficie d’une première prise en charge dans le service de soin par :
- La recherche de l’appareillage adapté.
- L’éducation aux soins et autonomisation.

Mais aussi, dans le cadre d’une consultation externe, les stomisés peuvent bénéficier d’un suivi pour parachever leur maîtrise technique des soins et de l’appareillage de leur stomie.
Ils peuvent venir tout simplement pour parler de leurs difficultés dans cette consultation où ils vont trouver aide et écoute.